# بولا أوليفيرا
كارولين باولا أوليفيرا دا سيلفا (بالبرتغالية: Paolla Oliveira‏)' (من مواليد 14 أبريل 1982) معروفة فنياً باسم بولا أوليفيرا ممثلة برازيلية.

## روابط خارجية
- بولا أوليفيرا على موقع IMDb (الإنجليزية)
- بولا أوليفيرا على موقع ألو سيني (الفرنسية)
- بولا أوليفيرا على موقع قاعدة بيانات الفيلم (الإنجليزية)
- بولا أوليفيرا على موقع ليتربوكسد (الإنجليزية)
- بولا أوليفيرا على موقع كينوبويسك (الروسية)

- بولا أوليفيرا في قاعدة بيانات الأفلام على الإنترنت